# Eviggrønne parti (skak)
Det eviggrønne parti er et berømt skakparti fra 1852 mellem Adolf Anderssen og Jean Dufresne.
Adolf Anderssen var en af sin tids stærkeste spillere og af mange anset for at være verdensmester efter at have vundet turneringen i London 1851. Jean Dufresne var en populær udgiver af skakbøger, som det lykkedes at vinde nogle få partier mod mester-spillere.
Dette var et uformelt parti i lighed med det "Udødelige parti". Wilhelm Steinitz beskrev senere partiet som værende "det eviggrønne i Anderssens laurbærkrone", hvilket gav spillet dets navn.
Spillet er vist nedenfor i algebraisk notation. Det kan også hentes her i PGN format Arkiveret 23. november 2005 hos  Wayback Machine.
1. e4 e5 2. Sf3 Sc6 3. Lc4 Lc5 4. b4
Dette er "Evans Gambit", som var en favorit-åbning i 1800-tallet, og som stadig bruges af og til. Hvid investerer materiale i at opnå en fordel i udviklingen af sine brikker.
4...Lxb4 5. c3 La5 6. d4 exd4 7. 0-0 d3?!
Dette anses ikke for at være et godt træk. Blandt alternativerne kan nævnes dxc3 eller d6.
8. Db3!?
Hvid angriber med det samme, særligt bonden på f7, men Te1 er foreslået som værende bedre.
8.... Df6 9. e5 Dg6
Bonden på e5 kan ikke slås, fordi 9... Sxe5 følges af 10. Te1 d6 11. Db5+ som koster sort en officer.
10. Te1! Sge7 11. La3 b5?!
I stedet for at forsvare sig tilbyder sort et mod-offer. Det er en dårlig plan, fordi hvid har opnået en bedre strategisk position. Bedre kunne f.eks. være ...a6 for at give b-bonden mulighed for at avancere senere.
|   | a  | b  | c  | d  | e  | f  | g  | h  |   |
| 8 | a8 | b8 | c8 | d8 | e8 | f8 | g8 | h8 | 8 |
| 7 | a7 | b7 | c7 | d7 | e7 | f7 | g7 | h7 | 7 |
| 6 | a6 | b6 | c6 | d6 | e6 | f6 | g6 | h6 | 6 |
| 5 | a5 | b5 | c5 | d5 | e5 | f5 | g5 | h5 | 5 |
| 4 | a4 | b4 | c4 | d4 | e4 | f4 | g4 | h4 | 4 |
| 3 | a3 | b3 | c3 | d3 | e3 | f3 | g3 | h3 | 3 |
| 2 | a2 | b2 | c2 | d2 | e2 | f2 | g2 | h2 | 2 |
| 1 | a1 | b1 | c1 | d1 | e1 | f1 | g1 | h1 | 1 |
|   | a  | b  | c  | d  | e  | f  | g  | h  |   |

12. Dxb5 Tb8 13. Da4 Lb6
Her kan sort ikke rokere kort, fordi 13...O-O 14. Lxe7 ville overbelaste springeren på c6.
14. Sbd2 Lb7 15. Se4 Df5? 16. Lxd3 Dh5 17. Sf6+!?
Dette er et smukt offer. Det kan dog bemærkes, at 17. Sg3 Dh6 18. Lc1 De6 19. Lc4 vinder materiale på en meget enklere måde.
17.... gxf6 18. exf6 Tg8 19. Tad1! Dxf3
Den sorte dronning kan hænge på f3, fordi tårnet på g8 binder den hvide bonde på g2. Herfra kan sort sætte hvid i ét træk på g2, så hvid er tvunget til at give sort skak i hvert træk.
20. Txe7+! Sxe7? 21. Dxd7+!! Kxd7 22. Lf5+
En dobbeltskak, der som oftest er yderst farlig. I dette tilfælde er den i hvert fald både farlig og afgørende.
22.... Ke8 23. Ld7+ Kf8 24. Lxe7# 1-0
Savielly Tartakower mente: "Den ypperste kombination i al litteratur om spillet."